# Haven van Veghel
De haven van Veghel is een binnenhaven in de Noord-Brabantse plaats Veghel aan de Zuid-Willemsvaart. Het havengebied ligt centraal in de driehoek Eindhoven-Den Bosch-Nijmegen, en ligt daarnaast gunstig ten opzichte van de wereldhavens Rotterdam en Antwerpen, de cacaohaven in Amsterdam, en Eindhoven Airport. Mede daardoor is het een belangrijke plaats geworden voor de distributie en overslag van goederen, en staat het in de top 5 logistieke hotspots van Nederland. Op het gebied van containeroverslag is de Veghelse haven de derde binnenhaven van Noord-Brabant, en de dertiende van Nederland. De haven is bereikbaar voor klasse IV-schepen en klasse Va-duwcombinaties.

## Havens
Het Veghelse havengebied bestaat uit de volgende havens:

### Oude Haven

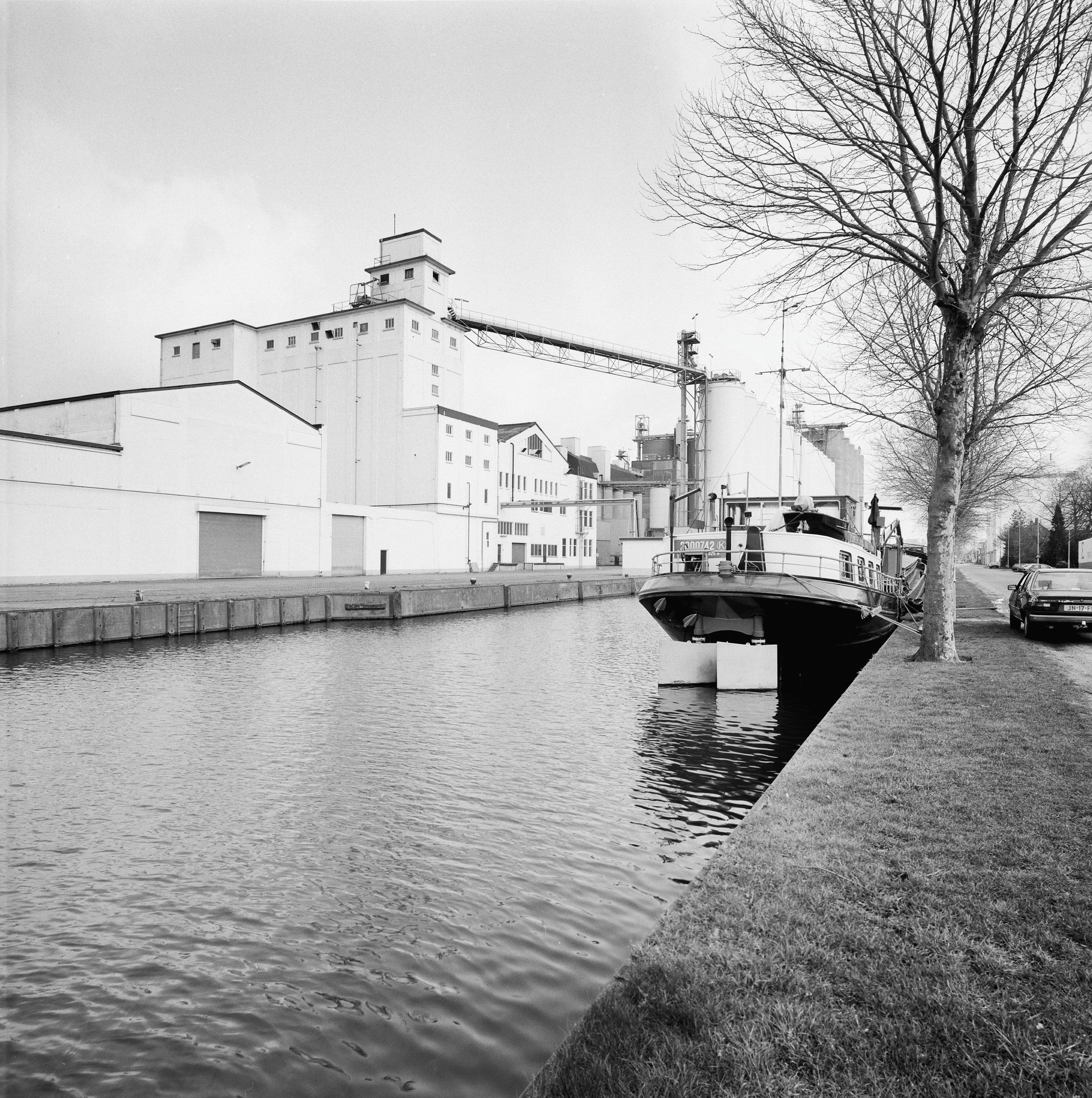
NCB/CHV-terrein gezien vanaf de Zuidkade in 1997. De silo is in 1915 gebouwd naar ontwerp van J.G. Wiebenga en is een rijksmonument

De Oude Haven is de oorspronkelijke binnenhaven van Veghel. Deze werd in 1826 gelijktijdig met de aanleg van de Zuid-Willemsvaart gegraven en zorgde ervoor dat de bebouwde kom van Veghel hiermee werd verbonden. Door deze waterontsluiting, gecombineerd met een tram- en spoorverbinding werd de haven al vanaf het midden van de 19e eeuw een aantrekkelijke vestigingsplaats voor bedrijven.
Doordat in Veghel de Zuid-Willemsvaart, de tramlijn 's-Hertogenbosch - Veghel - Helmond en de spoorlijn Boxtel - Wesel samenkwamen, werd het tot een zeer belangrijk verkeersknooppunt in de regio, en nam het als trimodaal overslagpunt een vooraanstaande positie in op het gebied van goederenvervoer. Veghel maakte in deze periode een snelle groei door en trok daarmee vele nieuwkomers aan vanuit de omringende gemeenten en daarbuiten. Abraham Jacob van der Aa beschreef in 1846 het gebied rondom de haven als "een levendige buurt" vanwege de vestiging van winkels, pakhuizen en herbergen die op verschillende plaatsen verrezen. In de periode van 1860 tot 1870 stond Veghel zelfs op plaats 5 in de top 10 van Noord-Brabantse gemeenten met een positief migratiesaldo. Na 1870 nam deze groei echter geleidelijk weer af.
Een tweede economische impuls ontstond in 1914 door het vestigen van de Coöperatieve Handelsvereniging (CHV) van de Noordbrabantse Christelijke Boerenbond (NCB) aan de Noordkade. En een decennium later, in 1926, opende een grote zuivelfabriek aan diezelfde kade haar deuren, de Coöperatieve Centrale Melkproductenfabriek – De Meijerij (DMV), welke later zou fuseren met Campina uit Eindhoven tot DMV Campina, en hiermee aan de wieg stond van het huidige concern FrieslandCampina. Na de oorlog, in 1946, werd aan de Zuidkade nog eens een grote veevoederfabriek gebouwd door het bedrijf Victoria Mengvoeders. Door het vestigen van deze bedrijven ontstonden de eerste industrieterreinen van gemeente Veghel.
Jachthaven Veghel
De WSV Jachthaven Veghel is een passantenhaven aan het einde van de Oude Haven, in de oude zwaaikom, aan het Heilig Hartplein in het centrum van Veghel. De recreatiehaven wordt beheerd door WaterSportVereniging Veghel.

### Nieuwe Haven
De Nieuwe Haven is de insteekhaven naar bedrijventerrein 'De Dubbelen', in 1964 aangelegd als industriehaven, voornamelijk gericht op zwaardere industrie zoals de productie van bouwmaterialen, waaronder staal en beton. Het bedrijventerrein zou in vier fasen ontwikkeld worden en bevindt zich nu in de laatste fase.
In 1963 opende Mars Incorporated een chocoladefabriek, aan de Nieuwe Haven, die zou uitgroeien tot de grootste chocoladefabriek ter wereld. Jaarlijks vindt ruim 60.000 ton cacaomassa haar weg, via de Haven van Amsterdam, naar de fabriek in Veghel. Daar wordt het verwerkt tot ruim 250.000 ton eindproduct (±8,5 miljard repen), waarna het deels in reefercontainers, via Inland Terminal Veghel, wordt verscheept naar de Rotterdamse haven. Het andere deel wordt door Kuehne + Nagel per vrachtwagen of luchtvracht gedistribueerd.

### Langshaven

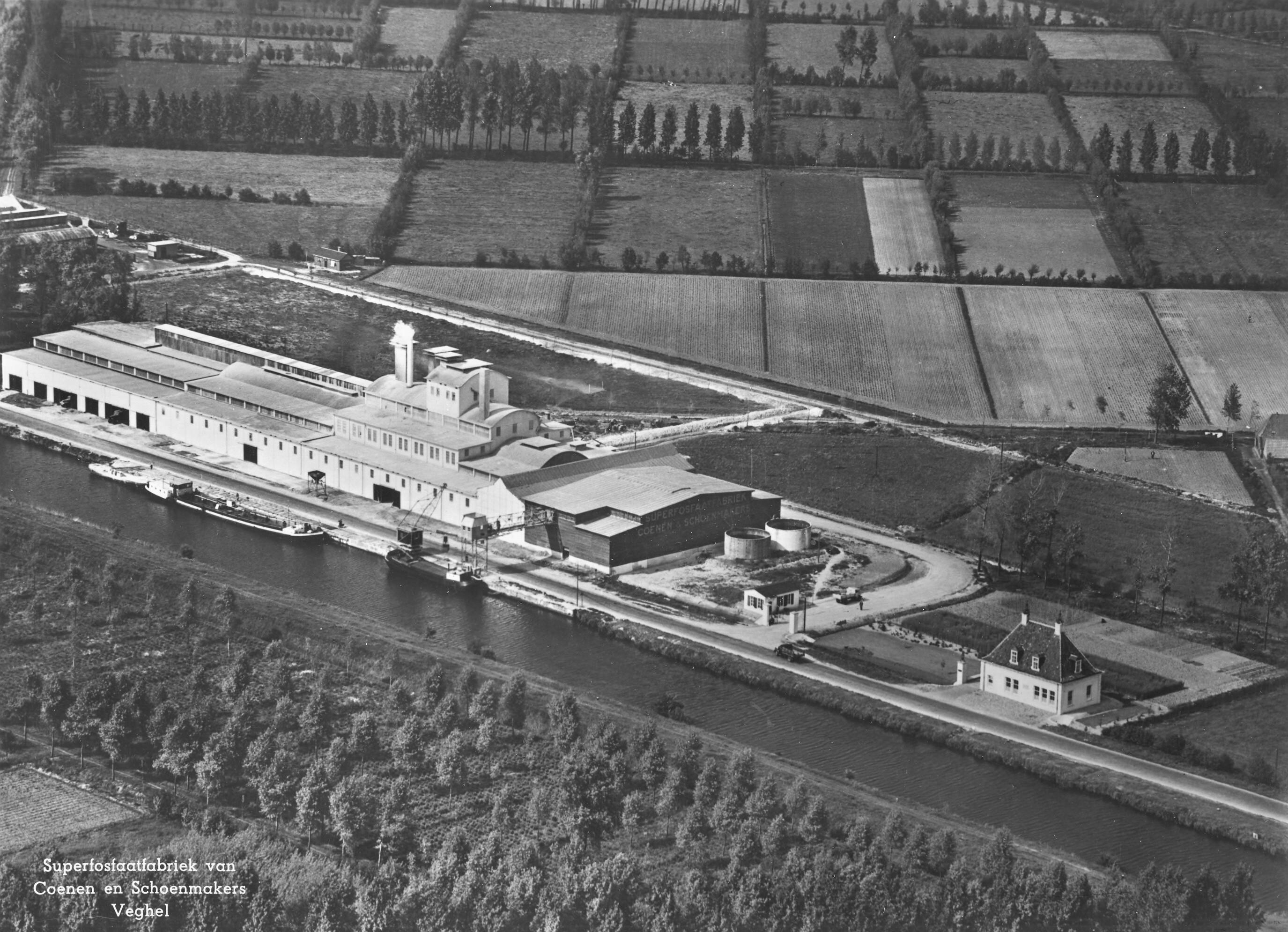
Superfosfaatfabriek en kantoorvilla van Coenen & Schoenmakers langs de Zuid-Willemsvaart in Veghel, omstreeks 1925

De Langshaven bestaat uit loskades aan weerszijden van de Zuid-Willemsvaart.
Van 1916 tot 1967 was aan de Oostkade van de Zuid-Willemsvaart – op de locatie waar tegenwoordig Bouwcenter Veghel zit (tussen de Robert A. Ballardbrug en Jumbo DC 'Amert 409') – een grote kunstmestfabriek van Coenen & Schoenmakers gevestigd, die er eveneens haar hoofdkantoor had. Deze fabriek was trimodaal ontsloten, echter is de spoorwegverbinding na sloop van de fabriek weer opgebroken, waardoor de monumentale kantoorvilla aan de oude rijksweg het enige is dat nog herinnert aan deze periode.

#### Glijhaven
De Glijhaven is de particuliere kade van het bedrijf Agrifirm (voorheen Cehave Landbouwbelang) aan de oostkant van de Zuid-Willemsvaart bij bedrijventerrein De Amert. De haven dankt zijn naam aan het first in first out-principe, waar nieuw arriverende schepen achter in de rij aansluiten en moeten wachten om gelost te worden tot alle schepen voor hen aan de beurt zijn geweest. Door dit mechanisme glijden de schepen als het ware – in trage stappen – door de haven.

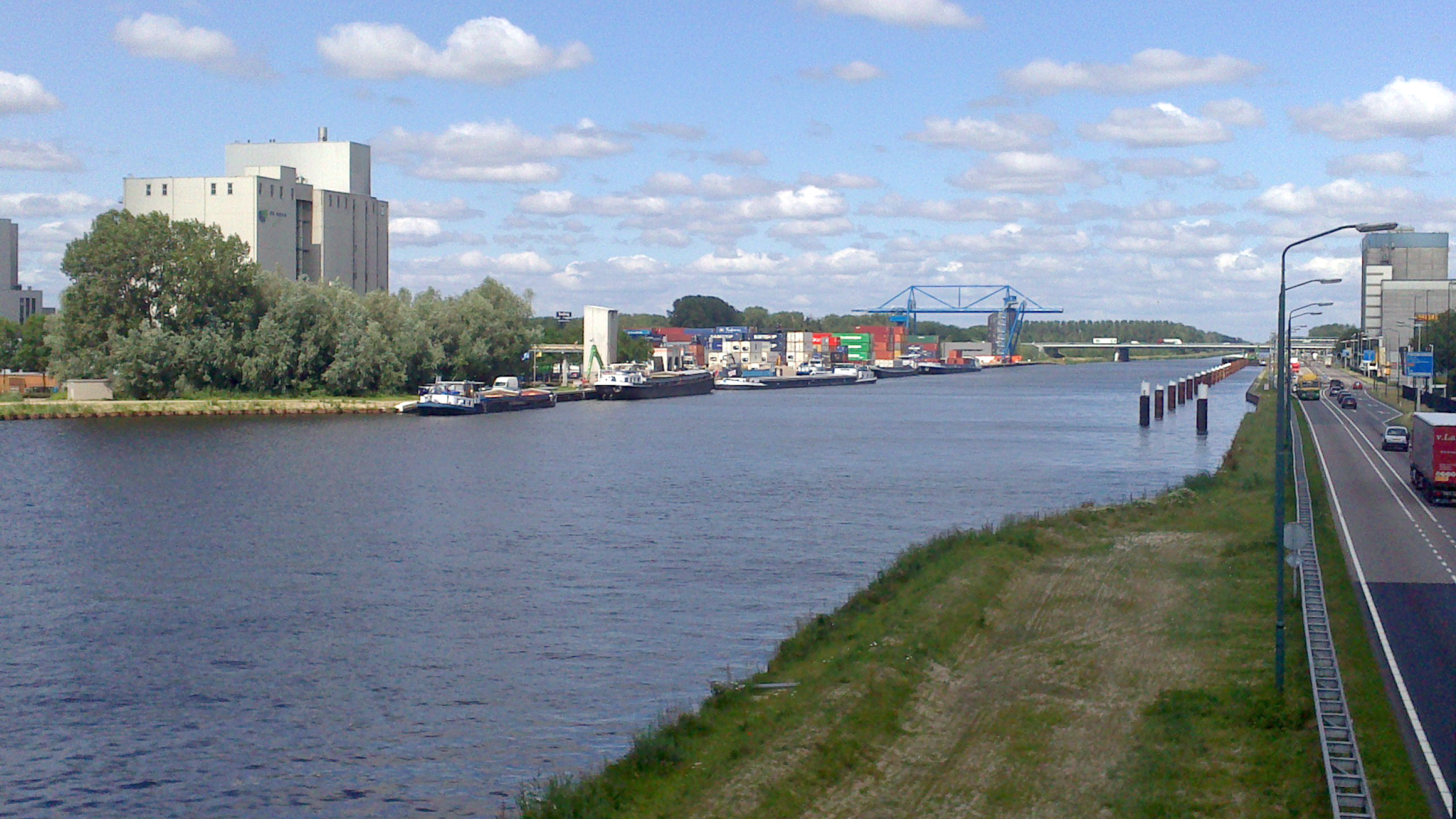
Langshaven te Veghel met links de mengvoederfabriek van De Heus en daarachter het, 8 juni 2015

#### Loskade Zuid-Willemsvaart
De Loskade Zuid-Willemsvaart is de gemeentelijke loskade aan de westkant van de Zuid-Willemsvaart bij bedrijventerrein De Dubbelen. Bedrijven aan deze kade zijn o.a. De Heus Voeders, Inland Terminal Veghel en Fluidwell
- Inland Terminal Veghel
Is een snelgroeiend containerterminal van de Van Berkel Groep aan de Loskade Zuid-Willemsvaart. Vanaf 2010 werd begonnen met het gefaseerd uitbreiden van het containerterminal, om te kunnen voldoen aan de toenemende vraag ten gevolge van de opwaardering van de Zuid-Willemsvaart en aanleg van het Máximakanaal die begin 2014 geopend is. Het terrein werd vergroot van 2,1 ha, naar 5,6 ha (eerste uitbreiding 15.000m², daarna twee keer 10.000m²), en de kade werd verlengd van 360 m naar 500 m.[15] Voor de laatste uitbreiding had het terminal een overslagcapaciteit van 80.000 TEU per jaar en werd er gemiddeld 50.000 TEU per jaar overgeslagen. De laatste uitbreiding werd eind 2014 opgeleverd, waardoor de opslagcapaciteit nu 3000 TEU bedraagt, en de overslagcapaciteit 200.000 TEU per jaar. In 2015 werd het Máximakanaal geopend, waardoor het Inland Terminal Veghel bereikbaar is geworden voor klasse IV-schepen met drie lagen containers (108 TEU of 2.000 ton laadvermogen).[16]
In 2011 won Inland Terminal Veghel een Lean and Green Award voor duurzaamheid.[17]